# 444.ª División de Seguridad (Alemania)
La 444.ª División de Seguridad (en alemán: 444. Sicherungs-Division) era una división de seguridad de la Wehrmacht durante la Alemania nazi. La unidad fue desplegada en áreas ocupadas por los alemanes de la Unión Soviética, en la Zona de Retaguardia del Grupo de Ejércitos Sur.

## Historial de operaciones

### 444.ª División z.b.V.
La 444.ª División z.b.V. fue formada el 25 de octubre de 1939 en Darmstadt, que estaba en el XII Distrito Militar. Se le cambió el nombre a 444.ª División de Seguridad a mediados de marzo de 1941.

### 444.ª División de Seguridad
La división se formó el 15 de marzo de 1941 cerca de Ohlau en Silesia, en el VIII Distrito Militar, con el personal de la 444.ª División z.b.V. y elementos de la 221.ª División de Infantería. Durante toda la guerra, la 444.ª División de Seguridad operó en las regiones ocupadas de Ucrania y el sur de Rusia detrás de las líneas del frente del Grupo de Ejércitos Sur.
Sus funciones incluían la seguridad de las comunicaciones y las líneas de suministro, la explotación económica y la lucha contra los partisanos en las zonas de retaguardia de la Wehrmacht junto con las unidades alemanas cercanas. Junto con otras fuerzas policiales y de seguridad en los territorios ocupados, la división participó en crímenes de guerra contra prisioneros de guerra y la población civil. La división estaba bajo el mando de Karl von Roques, comandante de la Zona de Retaguardia del Grupo de Ejércitos Sur. Similar a la 454.ª División de Seguridad, llevó a cabo "acciones de limpieza" en las áreas que los lugareños afirmaban albergar "partisanos" (el término "partisano" se usaba indistintamente con "comisario", "bolchevique", "judío" y "guerrillero").
Desde noviembre de 1941, se ordenó a la división que reclutara una unidad turca entre los prisioneros de guerra en los campos de prisioneros. Por lo tanto, se creó un regimiento turquestano (de cuatro compañías) en noviembre de 1942. A principios de enero de 1943, ahora en el Grupo de Ejércitos A, seis escuadrones de caballería calmucos fueron puestos bajo el mando de la división como destacamento calmuco. En febrero de 1943, fue subordinado al 4.º Ejército Panzer, luego al Armee-Abteilung Hollidt y su sucesor, el 6.º Ejército. Durante este período, las medidas de seguridad de la división, que se describieron como no combativas, se llevaron a cabo entre Rostov y Miús.
A principios de 1944, ambos regimientos de seguridad fueron destituidos y en mayo de 1944 la división fue disuelta.

## Comandantes
- Generalmajor Alois Josef Ritter von Molo - 25 de octubre de 1939
- Generalleutnant Wilhelm Rußwurm - abril de 1941
- Generalleutnant Helge Auleb - febrero de 1942
- Generalmajor/Generalleutnant Adalbert Mikulicz - marzo de 1942

## Composición

### 1942
- 46.º Estado Mayor del Regimiento de la Guardia Territorial (Landesschützen-Regimentsstab 46)
- 360.º Regimiento de Infantería reforzado (verstärktes Infanterie-Regiment 360) (originalmente de la 221.º División de Infantería, luego asignado a la 111.º División de Infantería, y luego en la 454.º División de Seguridad renombrado a 360.º Regimiento de Seguridad)
- 708.º Batallón de la Guardia (Wach-Bataillon 708)
- 2.º Batallón del 221.º Regimiento de Artillería (II./Artillerie-Regiment 221) (de la 221.º División de Infantería)
- 828.º Batallón de comunicaciones (Divisions-Nachrichten-Abteilung 828) (creado en noviembre de 1941 a partir del Feld-Nachrichten-Kommandantur 44)
- 444.ª Compañía cosaca (Kosaken-Hundertschaft 444) (luego asignada a la 454.ª División de Seguridad)
- 444.ª Compañía de Turquestán (Turkestanische Hundertschaft 444)
- 445.ª Compañía Beutepanzer (Panzer-Kompanie 445 aus Beutepanzern)
- 360.º Servicios Divisionales (Divisionseinheiten 360)

### 1943
- 46.º Regimiento de Seguridad (Sicherungs-Regiment 46) (Asignado al 558.º Korück del 8.º Ejército en 1944)
- 602.º Regimiento de Seguridad (Sicherungs-Regiment 602) (Asignado al 558.º Korück del 8.º Ejército en 1944)
- 828.º Batallón de señales (Nachrichten-Abteilung 828)
- Kommandeur der Divisions-Nachschubtruppen 360